# Синіцин Борис Олексійович
Борис Олексійович Синіцин (нар. 11 серпня 1953, Бородіно, Одеська область, УРСР) — радянський футболіст, захисник, російський футбольний тренер. Заслужений працівник фізичної культури Кабардино-Балкарії, тренер Башкортостану.

## Життєпис
На дитячо-юнацькому рівні виступав за одеський «Чорноморець», кіровоградську «Зірку» та ленінградський «Зеніт». У дорослому футболі дебютував у середині 1970-х років у ленінградському «Динамо», разом із командою став переможцем зонального турніру другої ліги 1976 року. Після цього отримав декілька пропозицій від команд вищої ліги, але вважав за краще перейти до ростовського СКА з першої ліги, де закріпитися не зумів. Згодом виступав за «Ростсільмаш», «Спартак» (Нальчик), «Динамо» (Ставрополь), «Північ» (Мурманськ).
У 1980-х роках тренував юнацьку збірну Ростовської області, ставав срібним призером всесоюзного турніру «Трудові резерви» (1986, 1989), чемпіоном Спартакіади народів РРФСР (1989). З початку 1990-х років працював із клубними командами Першого та Другого дивізіонів Росії. 1995 року вивів нальчикський «Спартак» до Першої ліги. У 1999-2000 роках очолював латвійський «Вентспілс», ставав срібним (2000) та бронзовим (1999) призером чемпіонату Латвії. З командою «Содовик» у 2001-2002 роках двічі був срібним призером зонального турніру другого дивізіону. По ходу сезону 2003 року «Содовик» лідирував, здобув 13 перемог у 15 матчах. Перед виїздом на гостьові матчі група футболістів «Содовика» висловила вотум недовіри тренеру, підписались під заявою та надіслали її генеральному директору клубу. У підсумку Синіцин залишив Стерлітамак і з другого кола сезону 2003 року очолив челябінський «Лукойл», з яким посів 2-ге місце («Содовик» закінчив сезон третім). Наступного року працював у челябінському клубі спортивним директором. Останнім клубом Синіцина стала білоруська «Білшина», де тренер очолював дублюючий склад.

## Особисте життя
Дружина Лідія (до шлюбу — Коростельова) — гандболістка, майстер спорту міжнародного класу, виступала за збірну СРСР. Старша донька Анастасія також професіонально займалася гандболом, майстер спорту Росії міжнародного класу. Молодша донька, Олена.